# Samsung Vodafone 360 M1
Il Samsung Vodafone 360 M1, più noto semplicemente come M1 (modello: GT-I6410) è uno smartphone touch screen prodotto da Samsung con sistema operativo Linux-based LiMo Versione: R2.0.1, che consente di connettersi a internet in diversi modi e contiene anche un modulo gps integrato.
Lanciato da Samsung con Vodafone.

## Uscita
È stato annunciato nel giugno 2009 e viene lanciato:
- Europa: settembre

## Connettività
Il Samsung Vodafone 360 M1 è dotato di connessione, GPRS, UMTS ed HSDPA.

## Fotocamera
La fotocamera è da 3.2 Mp dotata di autofocus.

## Touchscreen
Monta un touchscreen da 3,2" di tipo capacitivo.